# Burlada
Burlada település Spanyolországban, Navarra autonóm közösségben. Burlada Pamplona, Villava, Huarte/Uharte és Egüés községekkel határos. Lakosainak száma 21 078 fő (2024).

## Népesség
A település népessége az elmúlt években az alábbi módon változott:
| Lakosok száma | 17 288 | 18 040 | 18 337 | 18 595 | 18 162 | 18 237 | 18 591 | 19 096 | 20 398 | 21 078 |
|               | 2001   | 2004   | 2007   | 2009   | 2012   | 2014   | 2017   | 2019   | 2022   | 2024   |